# Джеймс Браянт Конант
Джеймс Браянт Конант (англ. James Bryant Conant; 26 березня 1893 — 11 лютого 1978) — видатний американський вчений-хімік. Учасник і один із керівників Мангеттенського проєкту. Президент Гарвардського університету. Перший посол США в ФРН.